# 惠特曼 (內布拉斯加州)
惠特曼（英語：Whitman）是位於美國內布拉斯加州格蘭特縣的非建制地區。

## 歷史
惠特曼的郵局自1887年營運至今。

## 地理
惠特曼所處的海拔為高於海平面1098米（即3602英呎），而該地所採用的時區為UTC-7，即北美山地時區（MST）。同時該地設有夏令時間，為UTC-7調快一小時，即UTC-6（MDT）。